# أنجيلا هاريس
أنجيلا هاريس هي مغنية كندية، ولدت في 1971.

## وصلات خارجية
- أنجيلا هاريس على موقع ميوزك برينز (الإنجليزية)
- أنجيلا هاريس على موقع أول ميوزيك (الإنجليزية)